# Franziska Schlotterer
Franziska Schlotterer (* 1972 in München) ist eine deutsche Regisseurin.
Schlotterer absolvierte nach dem Abitur eine Regiehospitanz am  Theater an der Josephstadt in Wien. Ab 1992 studierte sie Regie, zunächst an der Northwestern University in Chicago, später an der Tisch School of the Arts an der New York University. Sie begann ihre filmische Laufbahn 1998 mit dem Dokumentarfilm Wendezeiten. 2012 folgte ihr mehrfach preisgekröntes Spielfilmdebüt Ende der Schonzeit, u. a. mit der Lüdia beim Kinofest Lünen. Im Jahr 2020 wurde sie zusammen mit Gwendolyn Bellmann auf dem Fernsehfilmfestival Baden-Baden für ihr Drehbuch zu Totgeschwiegen ausgezeichnet.

## Filmografie (Auswahl)
- 1998: Wendezeiten (Dokumentarfilm)
- 2008: Der entsorgte Vater (Dokumentarfilm, Regie-Assistenz)
- 2010: Ein Volk unter Verdacht – Die Staatssicherheit der DDR (Dokumentarfilm, auch Buch)
- 2012: Ende der Schonzeit (auch Buch)
- 2019: Totgeschwiegen (auch Buch)
- 2021: Tatort: Was wir erben
- 2022: Tatort: Die Blicke der Anderen

## Auszeichnungen
- 2020: Fernsehfilmfestival Baden-Baden – Sonderpreis für herausragendes Drehbuch zusammen mit Gwendolyn Bellmann
- 2021: Bayerischer Fernsehpreis in der Kategorie Regie für Totgeschwiegen